# Open City
Open City (1985) es el tercer álbum de estudio de la banda estadounidense de jazz rock y avant-prog The Muffins.
Junto a la disolución del grupo en 1981, vino el cierre de su sello independiente Random Radar. Cuatro años después empezaron a lanzar grabaciones de archivo en Cuneiform, discográfica de Steven Feigenbaum (amigo de la banda, que también realizó la selección de temas de este LP). Las sesiones de Open City van desde 1977 hasta febrero de 1980, varios meses antes de <185>.

## Lista de canciones
1. «Queenside» (bonus track 1994)
2. «Hobart Got Burned» (bonus track 1994)
3. «Horsebones» (bonus track 1994)
4. «Antidote To Drydock» (bonus track 1994)
5. «Zoom Resume» (bonus track 1994)
6. «Boxed & Crossed»
7. «Under Dali's Wing» (bonus track 1994)
8. «Vanity, Vanity»
9. «Dancing In Sunrise, Switzerland»
10. «Blind Arch»
11. «Expected Freedom»
12. «In The Red»
13. «Not Alone»
14. «Open City»

## Personal
The Muffins
- Dave Newhouse – teclados, vientos, percusión
- Tom Scott – vientos, percusión
- Billy Swann – guitarra, bajo, vientos, percusión
- Paul Sears – guitarra, vientos, batería, percusión

Adicional
- Fred Frith - guitarra, piano
- Marc Hollander - saxofón alto
- Steven Feigenbaum - compilador, mezcla, ingeniero de sonido
- Saro Dedeyan - portada
- Collen Scott - ingeniero de sonido
- Etienne Conod - ingeniero de sonido
- Brian Rapp - ingeniero de sonido